# 郑浩天
郑浩天（1994年11月7日—），中国歌手，就读沈阳音乐学院。2016年9月10日，参加网易云音乐校园歌手大赛获全国亚军。2017年参加快乐男声全国晋级三百强。2017年6月10日，参加湖南卫视综艺节目《我想和你唱》，并同谭维维合唱《如果有来生》《Blah Blah Blah》。